# Joseph G. Medlicott
Joseph George Medlicott (? - 10 mai 1866) est un géologue irlandais qui travaille comme assistant au Geological Survey of Ireland de 1846 à 1851 suivi d'un travail au Geological Survey of India, où son frère cadet Henry Benedict Medlicott travaille également.

## Biographie
Joseph est le fils aîné de Samuel Medlicott, recteur de Loughrea, et de sa femme Charlotte, fille du colonel HB Dolphin. Il est diplômé du Trinity College de Dublin et travaille au Geological Survey of Ireland à partir de 1846 environ. En 1851, il quitte son poste et rejoint le Geological Survey of India, créé par la Compagnie des Indes orientales et le gouvernement du Bengale. Pendant qu'il est en poste, il s'engage dans un programme de cartographie pour trouver des gisements de charbon lancé par Thomas Oldham, qui est le premier surintendant du Geological Survey of India. Peu de temps après, le frère cadet de Joseph, Henry Benedict Medlicott part également pour l'Inde et après avoir été professeur de géologie à Roorkee, il rejoint le Geological Survey of India. Son frère Henry invente le terme Gondwana en 1872 pour les formations charbonnières de l'Inde. Ensemble, les frères cartographient la ligne séparant les roches Vindhyan et Gondwana le long des vallées des rivières Narmada et Son. Il publie un mémoire - La structure géologique de la partie centrale du district de Nerbudda en 1860. Il quitte son poste vers 1861-1862 (peut-être parce que les frères et sœurs du même département sont découragés) et travaille au Bengale. Il rédige un rapport sur la culture du coton et siège au sénat de l'Université de Calcutta. Il est un contributeur régulier dans la Calcutta Review où il passe en revue le livre de Darwin et reçoit une lettre élogieuse de l'auteur. En 1862, il est inspecteur des écoles au département de l'éducation du Bengale et retourne à Dublin en 1863 à la suite d'une paralysie. Il est marié à Agnès et ils ont un fils Samuel (né en 1860) qui part en Colombie-Britannique où il meurt en 1900.
Il est suggéré que le travail de Medlicott aurait été plagié des années plus tard par William Dixon West à qui certains attribuent la découverte du linéament de Narmada Sons,.